# جاسم النجفي
جاسم حمود حسين العكايشي النجفي خطاط ومصمم عراقي من مواليد محلة العمارة بالمدينة القديمة في محافظة النجف عام 1950، له آثار خطية في ضريح الإمام علي بن أبي طالب ومسجد الكوفة في النجف، ومنارتي ضريح الإمام الحسين بن علي في كربلاء، وكان قد صمم شعار جامعة الكوفة، وساهم في نهاية الثمانينيات بتصميم حروف حاسوب شركة صخر الكويتية، وشارك في العديد من المعارض والمسابقات الخطية ومن أهمها مهرجان إرسيكا الدولي للخطاطين في إسطنبول والذي يقام كل ثلاث سنوات.

## السيرة
تأثر بأسلوب الخطَّاط العراقي هاشم محمد البغدادي، وكان كُرَّاس قواعد الخط العربي للبغدادي من المناهج المرجعية التي اعتمدها في تحسين مهاراته وتقليد اسلوب البغدادي الذي جمع بين أسلوب المدرسة العثمانية والبغدادية في آنٍ واحدٍ بكرّاسه. له آثار خطيّة قائمة في المراقد الدينية والمساجد وعناوين البنايات والدوائر الحكومية والأهلية في النجف وكربلاء وبابل ونينوى والقادسية. تتلمذ على يديه جمهرة من الخطاطين الذين كانوا يرتادون محترفه الكائن في نهاية شارع زين العابدين قرب ضريح الإمام علي بن أبي طالب بالنجف. شارك عام 1986 في المسابقة الأولى لمركز الأبحاث للتأريخ والفنون والثقافة الإسلامية دورة حامد الآمدي المقامة في تركيا وفازت لوحاته المشاركة بجوائز متعددة. رغم مراسلاته مع الخطاط هاشم البغدادي منذ عام 1969 إلّا أنه لم تكن لديه إجازة منه في الخط العربي.

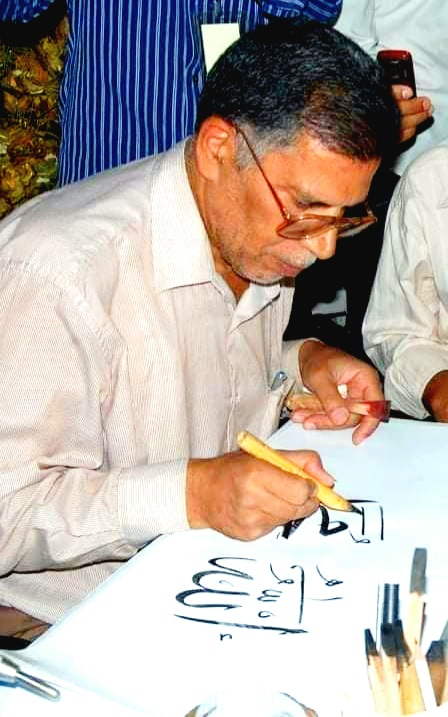
الخطاط جاسم النجفي في إحدى ورشه التعليمية في الخط العربي

## المعرض الشخصي الأول
أقام النجفي أول معرض شخصي له عام 1977 في مدينة النجف، وأقام المعرض الشخصي الثاني له عام 1979 في نفس المدينة، وممن حضر معرضيه طبقةٌ من الفنانين التشكيليين ورجال الدين، وكانت هذه التجربة غير مألوفة في مدينة محافظة مثل النجف، ومِن الحضور كان الأديب مصطفى جمال الدين والأديب رؤوف جمال الدين والخطيب جواد شبّر الذي قال بيتين من الشعر بهذه المناسبة:
يقول الناس في خط ابن مقلة... بديعٌ ما رأى الراؤون مثلــــه

وهذا جاسم الخطاط فينـــــــا... بحسن خطّه يرينا الحسن كلّه
ولم يكتف النجفي في أن يقيم هذين المعرضين بل تلاهما عدد من المعارض والمشاركات مع خطاطين وتشكيليين آخرين في عموم العراق وكان بعضهم من طلابه.

## مهرجان إرسيكا للخطوط
شارك في النصف الثاني من ثمانينيات القرن العشرين في مسابقة مركز الأبحاث للتأريخ والفنون والثقافة الإسلامية إرسيكا IRCICA والذي يقام في تركيا كل ثلاث سنوات، وكان من الفائزين في هذا المهرجان، والتقى هناك بخطاطي العالم العربي والإسلامي وتطورت أواصر العمل المشترك في مجال تحسين الخطوط العربية، وقد وثق الخطاطان التركيان داود باكتاش ومحمد أوزچاي ذلك بوثيقة جاء فيها:«بسم الله الرحمن الرحيم. عندما دققنا خط أخينا جاسم وجدنا أنه قد جمع في خطه السرعة والجمال ولا يوجد أحد قد جمع في خطه هذه المواصفات في استانبول.»
فاز في مسابقة على المستوى القطري عام 1986 لكتابة كلمة (ثورة العشرين) بمساحة 2 متر مربع لتكون النواة الأولى لتزيين نصب يخلد ثورة العشرين العراقية ضد الإنكليز، وكانت خطوطه المنفذة على هذا النصب التأريخي الذي أزيل عام 2008 تتضمن آيات قرآنية وخطبة للإمام علي بن أبي طالب تحث على الجهاد، نفذها النجفي على القاشاني التركوازي بـالخط الكوفي.

## التقنيات والاسلوب التعليمي
يستخدم الخطاط جاسم النجفي تقنيات قديمة موروثة في صنع أحبار الخط السوداء المتكونة من سخام وهباب النفط الابيض المحروق بصفائح معدنية ويقوم بجمع الهباب ويغليه في الماء ويضع عليه الصمغ العربي وشيئا من العسل، ومن ثم يضعه في قوارير صغيرة يستخدمها وقت الخط، وأما بقية الألوان الحمراء والصفراء والزرقاء والخضراء فكان النجفي يصنعها من مادة الجوهر المستخدمة في صباغة الملابس.
كان محترفه الكائن في شارع زين العابدين المفضي إلى ضريح الإمام علي بن أبي طالب منتدى لهواة الخط العربي من طلابه الذين تتلمذوا على يده وتعلموا أخلاقيات الخط وأسراره وتقنيات صناعة الأحبار وتثقيف قصب الخط وكيفية التعامل مع الورق المستعمل في الخط، وكان يوصي طلابه بأن يكونوا على وضوء قبل شروعهم في مشق الخطوط كونهم يتعاملون مع آيات القران الكريم والأحاديث النبوية وأحاديث وخطب الأئمة.

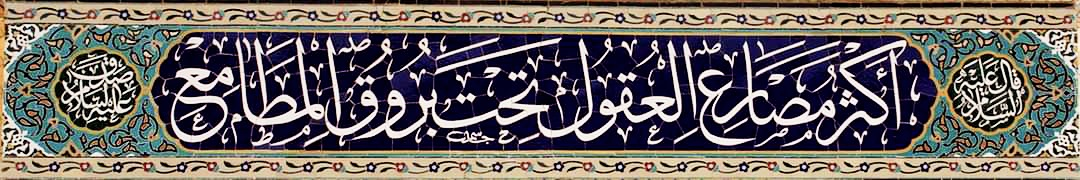
One of the samples of handwriting of the Iraqi calligrapher Jasim An-Najafi in Imam Ali Shrine, Najaf, Iraq

## أشهر الأعمال القائمة
من أعماله القائمة جملةٌ من الخطوط المركبة على جدران وقباب ومنائر العمارة الإسلامية في ضريح الإمام علي بن أبي طالب ومرقد الصحابي مسلم بن عقيل ومرقد الصحابي ميثم التمار ومسجد السهلة المعظم ومسجد الصحابي صعصعة بن صوحان العبدي ومسجد الحمراء ومسجد الحنّانة ومسجد الهندي ومسجد الشيخ الجواهري ومسجد ومرقد آية الله العظمى السيد عبد الأعلى السبزواري ومدرسة نجم الأئمة الدينية وحسينية الحسن المجتبى ومسجد الزهراء وجامع الحاج عطيّة جبوّري ومسجد الجواد في مدينة النجف، ومنارتي ضريح الإمام الحسين بن علي في مدينة كربلاء ومسجد ومرقد العالم الفقيه الشيخ بن نما الحليِّ الأسدي في مدينة الحلة ببابل. وكان النجفي قد صمم شعار جامعة الكوفة عام 1986 ولا زال هذا التصميم هو السائد للآن، كما وقد عمل في الكويت في نهاية الثمانينيات لتصميم حروف حاسوب شركة صخر.

## خطاطون تأثروا بأسلوبه
- أحمد ناجي – النجف
- أزهر جرجيس  - ذي قار
- أكرم جرجيس – ذي قار
- حاج وفاء – الولايات المتحدة[7]
- حسين الحلو - الكوفة
- حيدر الشيباني – النجف
- حيدر الوائلي – النجف
- حيدر الحسيني – النجف
- حيدر ربيع – النجف
- رائد السماوي - المثنى
- رسول الزرگـاني – بابل
- سيد سعيد كاظمي - إيران
- عامر العراقي
- عبد الكريم الشمري – كربلاء
- عدنان القزّاز – النجف
- علي الـگرعاوي – النجف
- قاسم الخفاجي – بابل
- قاسم الشواي – النجف
- مجيد السماوي - المثنى
- ميثاق الغزي - ذي قار
- ناجي مسعود
- نبيل المعموري – النجف
- يعقوب إبراهيم

## التفاعل والتجديد
عاصر النجفي جملة من خطاطي العالم منهم خطاط كربلاء محمد علي داعي الحق الكربلائي والذي كتب قصيدة طويلة في حقه مطلعها: «ذي لوحة العجب... خطت بلا قصب»، وله اتصالات مع خطاطي مصر والكويت وتركيا وإيران ولبنان والبحرين. يعُدُّ النجفي الخطَّ كائناً حياً يتجدد ولا يجمد على صيغة واحدة، وفيه مجال واسع للإبداع، وقد ميّز تجربته الإبداعية بأن أدخل التشكيل في الخط. ويسجل له أنه كتب خط التعليق أو الخط الفارسي باتقان حينما قدم خطوطه في إيران للخطاطين الإيرانيين. حصل على اثنتي عشرة جائزة دولية وعالمية إضافة إلى اعتباره عضواً دائماً في اللجنة الدولية للحفاظ على التراث الحضاري الإسلامي في إسطنبول، ووسامين ذهبيين، وتزويده بهوية عضوية خاصة لرواد الخط العربي وهوية شرف من اتحاد المؤرخين العرب وعضوية جمعية الخطاطين العراقيين.

## وصلات خارجية
- التوازن المتماثل في المفردات الخطية عند الخطاط جاسم النجفي http://alatraqchi.blogspot.com/2011/08/blog-post_26.html
- مبدعون من بلادي https://youtu.be/gV9HcY0ebgI
- خطاطون من النجف يشاركون في ملتقى إرسيكا الدولي لفن الخط العربي في مدينة إسطنبول التركية http://fk-news.com/print:page,1,17096-%D8%AE%D8%B7%D8%A7%D8%B7%D9%88%D9%86%20%D9%85%D9%86%20%D8%A7%D9%84%D9%86%D8%AC%D9%81%20%D9%8A%D8%B4%D8%A7%D8%B1%D9%83%D9%88%D9%86%20%D9%81%D9%8A%20%D9%85%D9%84%D8%AA%D9%82%D9%89%20%D8%A5%D8%B1%D8%B3%D9%8A%D9%83%D8%A7%20%D8%A7%D9%84%D8%AF%D9%88%D9%84%D9%8A%20%D9%84%D9%81%D9%86%20%D8%A7%D9%84%D8%AE%D8%B7%20%D8%A7%D9%84%D8%B9%D8%B1%D8%A8%D9%8A%20%D9%81%D9%8A%20%D9%85%D8%AF%D9%8A%D9%86%D8%A9%20%D8%A5%D8%B3%D8%B7%D9%86%D8%A8%D9%88%D9%84%20%D8%A7%D9%84%D8%AA%D8%B1%D9%83%D9%8A%D8%A9.html